# Coscomate del Progreso
Coscomate del Progreso är en ort i Mexiko, tillhörande kommunen Jilotepec i den västra delen av delstaten Mexiko. Orten hade 1 547 invånare vid folkräkningen 2010.